# Claudicação intermitente
Claudicação intermitente é um sensação de cãibra nas pernas que se torna presente durante exercícios ou caminhadas e ocorre como resultado do suprimento de oxigênio diminuído. Essa cãibra geralmente ocorre nas panturrilhas, mas também pode ocorrer nas coxas, nádegas ou pés . 

## Causas
A claudicação intermitente é um sinal semiológico que geralmente indica um quadro de doença arterial periférica, cujo principai fator de risco é a aterosclerose . O quadro pode estar relacionado ao uso crônico de cigarro, à hipertensão arterial e processo aterosclerótico .

## Quadro clínico
Uma das marcas desta condição clínica é a de que ela ocorre intermitentemente. Ela desaparece após um breve descanso e o paciente pode recomeçar a caminhar até que a dor reapareça.